# Brachypodium sylvaticum
Il paléo silvestre (Brachypodium sylvaticum (Huds.) P.Beauv., 1812 è una specie di pianta spermatofita monocotiledone appartenente alla famiglia delle Poacee (sottofamiglia Pooideae).

## Etimologia
Il nome generico (Brachypodium) deriva da due parole greche ("brachys" = breve e "podion" = piccolo piede) e fa riferimento ai pedicelli molto corti delle spighette. L'epiteto specifico (sylvaticum) indica che l'habitat naturale per questa pianta sono i boschi.
Il binomio scientifico di questa pianta è stato proposto inizialmente dal botanico e farmacista inglese William Hudson (1730 – 1793), perfezionato successivamente dal naturalista e botanico francese Ambroise Marie François Joseph Palisot de Beauvois (Arras, 27 luglio 1752 – Parigi, 21 gennaio 1820) nella pubblicazione "Essai d'une Nouvelle Agrostographie; ou Nouveaux Genres des Graminées; Avec Figures Représentant les Caractéres de tous le Genres. Imprimerie de Fain. Paris" (Ess. Agrostogr. 155, 156) del 1812.

## Descrizione

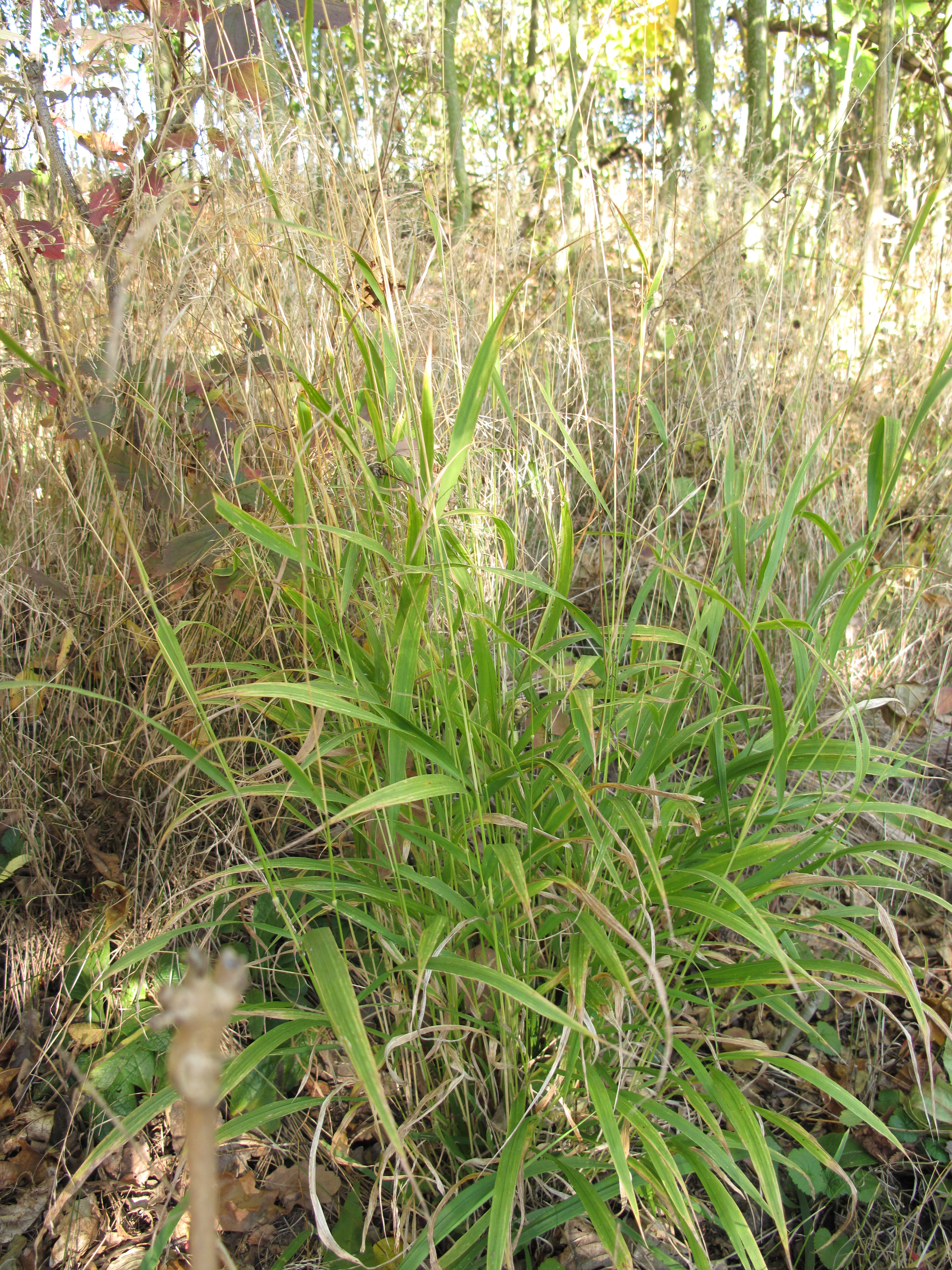
Il portamento

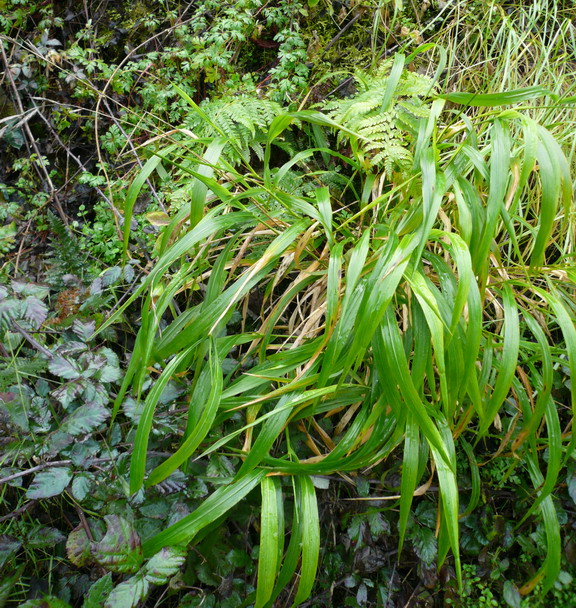
Le foglie

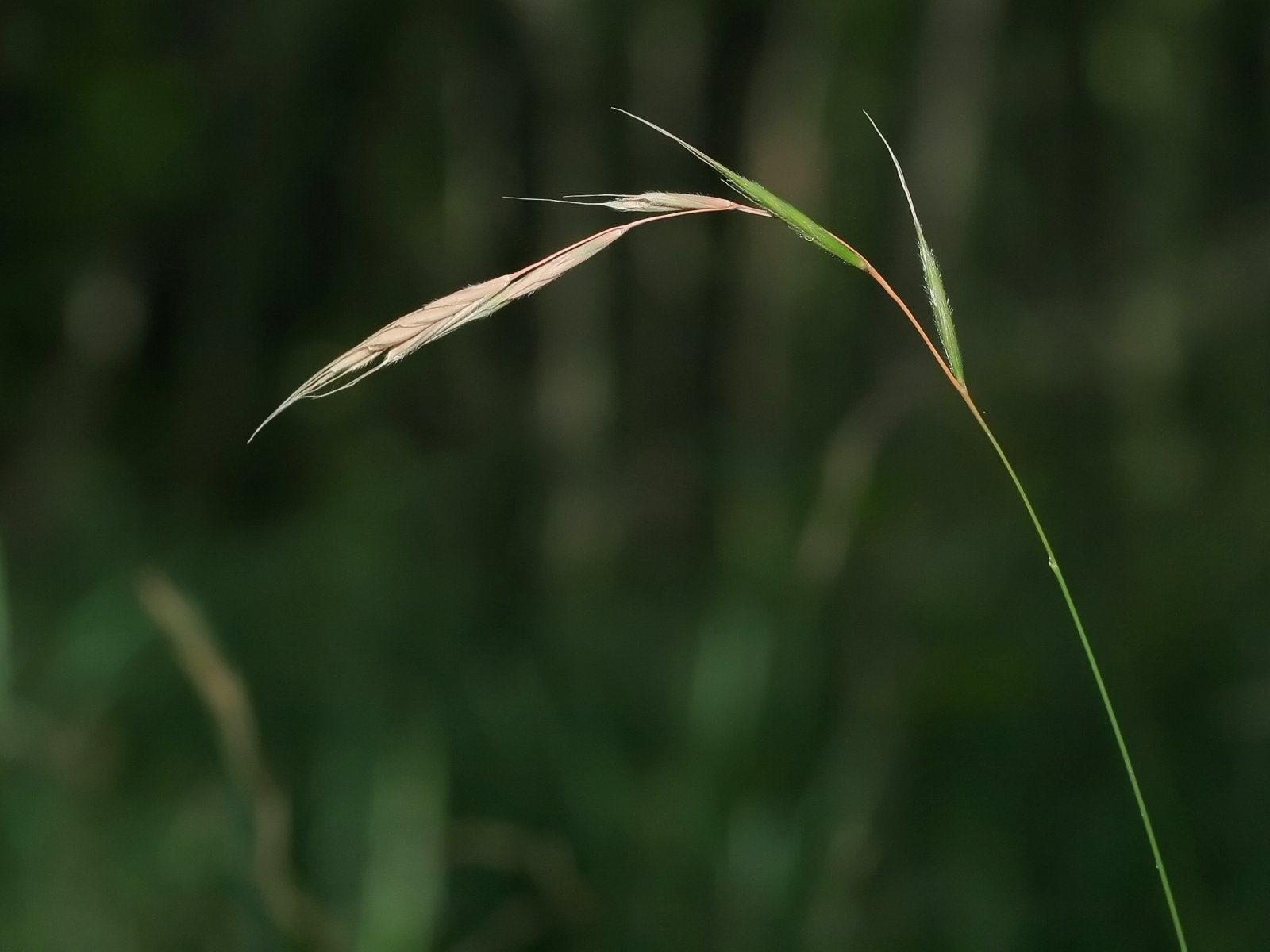
Infiorescenza

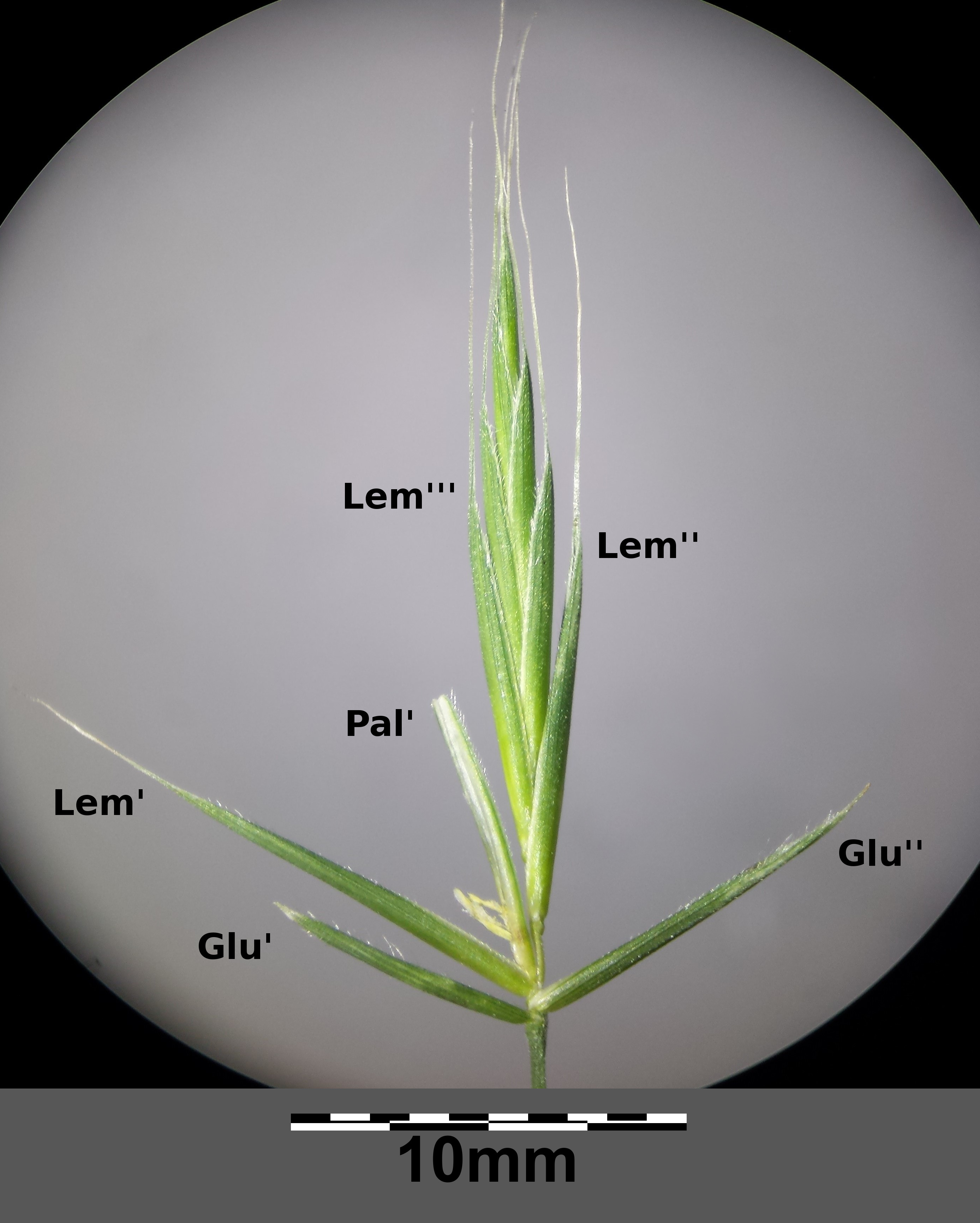
I fiori

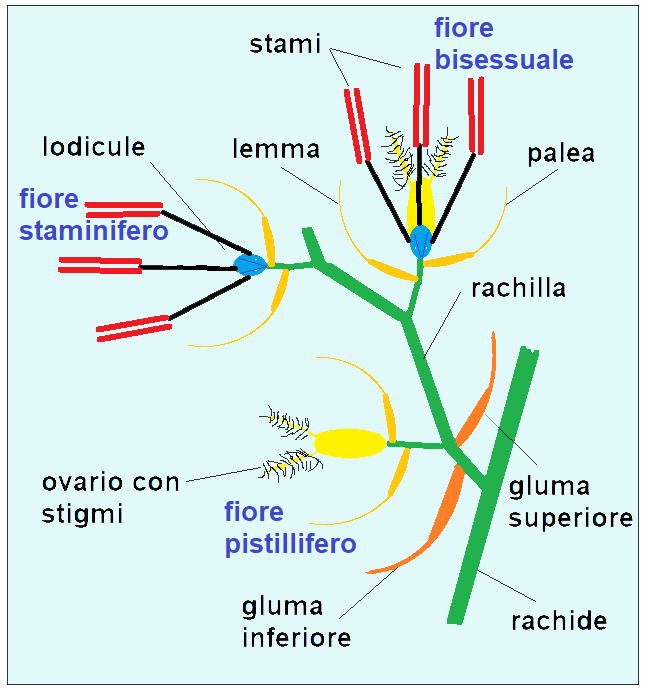
Spighetta generica con tre fiori diversi

Queste piante arrivano ad una altezza di 3 - 5 dm (massimo 120 cm). La forma biologica è emicriptofita cespitosa (H caesp), sono piante erbacee, bienni o perenni, con gemme svernanti al livello del suolo e protette dalla lettiera o dalla neve e presentano ciuffi fitti di foglie che si dipartono dal suolo. Queste piante in genere formano dei popolamenti a tappeto con estensione di alcuni centimetri.

### Radici
Le radici sono secondarie da rizoma (fascicolate). Queste piante sono prive di stoloni.

### Fusto
La parte aerea del fusto è un culmo ascendente e sottile, foglioso fino all'infiorescenza. Ai nodi possono essere presenti dei ciuffi di peli.

### Foglie
Le foglie lungo il culmo sono disposte in modo alterno, sono distiche e si originano dai vari nodi. Sono composte da una guaina, una ligula e una lamina. Le venature sono parallelinervie. Non sono presenti i pseudopiccioli e, nell'epidermide delle foglia, le papille.
- Guaina: la guaina è abbracciante il fusto e in genere è priva di auricole; le guaine sono irsute per peli patenti o riflessi.
- Ligula: la ligula, membranosa e a volte cigliata, ha delle forme troncato-sfrangiate ed e lunga 0,5 – 2 mm.
- Lamina: la lamina è lineare, piatta ed ha una consistenza molle; è regolarmente incurvata fino alla punta che è pendula. La superficie può essere pubescente per peli sparsi. Il colore è verde scuro. In sezione in corrispondenza ai fasci principali tra l'epidermide superiore e quella inferiore è presente un pilastro di sclerenchima continuo (non sono presenti delle coste prominenti tipiche di altre specie). Dimensione delle foglie: larghezza 3 - 9 (11) mm; lunghezza 8 – 35 cm.

### Infiorescenza
Infiorescenza principale (sinfiorescenza o semplicemente spiga): le infiorescenze in genere non sono ramificate e sono formate da 6 - 12 spighette ed hanno la forma di una pannocchia un po' incurvata all'apice (apice nutante o pendulo). La fillotassi dell'inflorescenza inizialmente è a due livelli, anche se le successive ramificazioni la fa apparire a spirale. Dimensione dell'infiorescenza: 5 – 20 cm. 

### Spighetta
Infiorescenza secondaria (o spighetta): le spighette, peduncolate, compresse lateralmente ma affusolate, spesso incurvate a falce, sottese da due brattee distiche e strettamente sovrapposte chiamate glume (inferiore e superiore), sono formate da 8 - 15 fiori. Possono essere presenti dei fiori sterili; in questo caso sono in posizione distale rispetto a quelli fertili. Alla base di ogni fiore sono presenti due brattee: la palea e il lemma. La disarticolazione avviene con la rottura della rachilla tra i fiori fertili o sopra le glume persistenti. Dimensione delle spighette: lunghezza 20 – 30 mm. Lunghezza dei peduncoli: 2 mm.
- Glume: le glume hanno delle forme lanceolate o oblungo-lanceolate. Sono presenti da 3 a 9 venature longitudinali. Lunghezza della gluma superiore: 7 – 9 mm. Lunghezza della gluma inferiore: 9 – 12 mm.
- Palea: la palea è un profillo con due venature; può essere cigliata (presenta dei peli rigidi sul margine della metà superiore).
- Lemma: il lemma a volte è pubescente. Alla fine del lemma è presente una resta lunga 10 – 12 mm. La resta è lunga come la parte laminare. Lunghezza del lemma: 7 – 14 mm.

### Fiore
I fiori fertili sono attinomorfi formati da 3 verticilli: perianzio ridotto, androceo  e gineceo.
- Formula fiorale:[7]

*, P 2, A (1-)3(-6), G (2–3) supero, cariosside.
- Il perianzio è ridotto e formato da due lodicule, delle squame traslucide, poco visibili (forse relitto di un verticillo di 3 sepali). Le lodicule sono membranose e non vascolarizzate.
- L'androceo è composto da 3 stami ognuno con un breve filamento libero, una antera sagittata e due teche. Le antere sono basifisse con deiscenza laterale. Il polline è monoporato. Le antere sono gialle grandi 0,5 x 5 mm.
- Il gineceo è composto da 3-(2) carpelli connati formanti un ovario supero. L'ovario, pubescente all'apice, ha un solo loculo con un solo ovulo subapicale (o quasi basale). L'ovulo è anfitropo e semianatropo e tenuinucellato o crassinucellato. Lo stilo, breve, è unico con due stigmi papillosi e distinti.
- Fioritura: da giugno a agosto (settembre).

### Frutti
I frutti sono del tipo cariosside, ossia sono dei piccoli chicchi indeiscenti, con forme ovoidali, nei quali il pericarpo è formato da una sottile parete che circonda il singolo seme. In particolare il pericarpo è fuso al seme ed è aderente. L'endocarpo non è indurito e l'ilo è lungo e lineare. L'embrione è piccolo e provvisto di epiblasto ha un solo cotiledone altamente modificato (scutello senza fessura) in posizione laterale. I margini embrionali della foglia non si sovrappongono.

## Biologia
Come gran parte delle Poaceae, le specie di questo genere si riproducono per impollinazione anemogama. Gli stigmi più o meno piumosi sono una caratteristica importante per catturare meglio il polline aereo. La dispersione dei semi avviene inizialmente a opera del vento (dispersione anemocora) e una volta giunti a terra grazie all'azione di insetti come le formiche (mirmecoria).

## Distribuzione e habitat

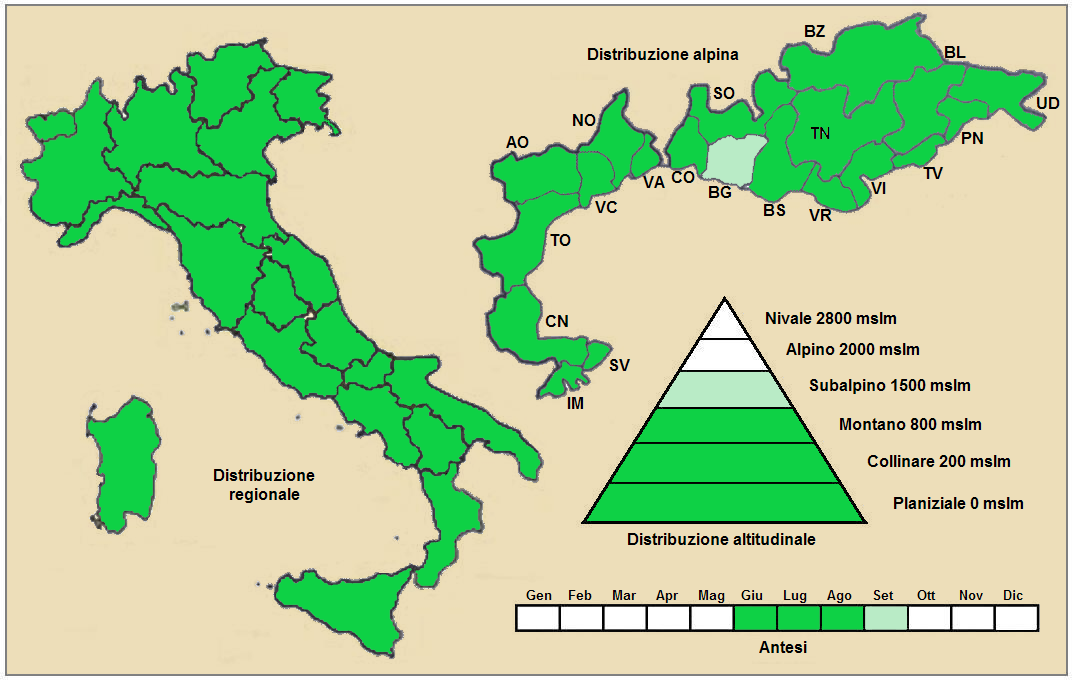
Distribuzione della pianta
(Distribuzione regionale – Distribuzione alpina)

- Geoelemento: il tipo corologico (area di origine) è Paleotemperato / Eurasiatico.
- Distribuzione: in Italia è una specie comune su tutto il territorio. È comune anche sulle Alpi (entrambi i versanti). Sugli altri rilievi europei collegati alle Alpi si trova nella Foresta Nera, Vosgi, Massiccio del Giura, Massiccio Centrale, Pirenei, Alpi Dinariche, Monti Balcani e Carpazi.[15] Nel resto dell'Europa e dell'areale del Mediterraneo questa specie si trova ovunque (escluso l'estremo Nord); è presente anche in Transcaucasia, Anatolia, Siria e Magreb.[16] Fuori dall'Europa si trova in Cina, Bhutan, India, Indonesia, Giappone, Kirghizistan, Nepal, Pakistan, Filippine, Tagikistan, Turkmenistan, Uzbekistan e Africa del Nord.[12] Altrove è presente in Papuasia, Australasia (Nuova Zelanda) e Sud America.[13]
- Habitat: gli habitat tipici per questa pianta sono i boschi di latifoglie, pendii montani e sottobosco forestale. Il substrato preferito è calcareo ma anche siliceo con pH neutro, alti valori nutrizionali del terreno che deve essere mediamente umido.[15]
- Distribuzione altitudinale: sui rilievi queste piante si possono trovare fino a 1.600 m s.l.m.; nelle Alpi frequentano quindi i seguenti piani vegetazionali: collinare, montano e in parte quello subalpino (oltre a quello planiziale – a livello del mare).

### Fitosociologia

#### Areale alpino
Dal punto di vista fitosociologico alpino Brachypodium sylvaticum appartiene alla seguente comunità vegetale:
- Formazione: delle comunità forestali
  - Classe: Carpino-Fagetea sylvaticae

#### Areale italiano
Per l'areale completo italiano Brachypodium sylvaticum appartiene alla seguente comunità vegetale:
- Macrotipologia: vegetazione erbacea sinantropica, ruderale e megaforbieti.
  - Classe: Galio aparines-Urticetea dioicae Passarge ex Kopecký, 1969
    - Ordine: Impatienti noli-tangere-Stachyetalia sylvaticae Boullet, Géhu & Rameau, 2004
      - Alleanza: Impatienti noli-tangere-Stachyion sylvaticae Gors ex Mucina,1993

Descrizione: l'alleanza Impatienti noli-tangere-Stachyion sylvaticae è relativa alle aree forestali periferiche su suoli freschi e umidi. Si tratta di comunità erbacee che prediligono stazioni parzialmente ombreggiate. Questa cenosi ha una distribuzione Eurosiberiana.
Alcune specie presenti nell'associazione: Circaea lutetiana, Impatiens balfourii, Rubus caesius, Geum urbanum, Festuca gigantea, Salvia glutinosa, Stachys sylvatica, Carex sylvatica, Dryopteris filix-mas, Galium odoratum, Geranium robertianum, Epilobium montanum, Fragaria vesca, Impatiens noli-tangere, Mycelis muralis, Poa nemoralis, Viola reichenbachiana.
Altre alleanze per questa specie sono:
- Carpinion betuli
- Trifolion medii
- Geranio nodosi-Digitalion luteae
- Digitali ferrugineae-Pteridion aquilini
- Populion albae
- Salicion albae
- Alnenion glutinoso incanae
- Doronico orientalis-Fagenion sylvaticae
- Festuco exaltatae-Ostryenion carpinifoliae
- Crataego laevigatae-Quercion cerridis
- Crataego laevigatae-Quercenion cerridis
- Ptilostemo stricti-Quercenion cerridis
- Pino calabricae-Quercion congestae
- Pino calabriacae-Quercenion congestae
- Quercenion virgilianae
- Paeonio corsicae-Quercenion ichnusae
- Lauro nobilis-Ulmion minoris

## Tassonomia
La famiglia delle Poacee comprende circa 800 generi e oltre 9.000 specie. È una delle famiglie più numerose e più importanti del gruppo delle monocotiledoni. La famiglia è suddivisa in 12 sottofamiglie, il genere Brachypodium fa parte della sottofamiglia Pooideae e raccoglie circa due dozzine di specie distribuite nelle zone temperate in tutto il mondo.
Il basionimo per questa specie è: Festuca sylvatica Huds., 1762.

### Filogenesi
La tribù Brachypodieae (e quindi anche il genere Brachypodium) fa parte della supertribù Stipodae L. Liu, 1980. La supertribù Stipodae (formata dalle tribù Ampelodesmeae, Stipeae, Brachypodieae e Diarrheneae) è il quarto nodo della sottofamiglia Pooideae ad essersi evoluto (gli altri tre precedenti sono la tribù Brachyelytreae, e le supertribù Nardodae e Melicodae). All'interno della supertribù, la tribù Brachypodieae è stata la più recente ad evolversi.
Il genere presenta la seguente sinapomorfia: le celle sussidiarie degli stomi sono parallele.
Alcuni studi di tipo filogenetico (analisi molecolari sul DNA - due geni di plastidi e cinque geni nucleari) indicano che la specie di questa voce potrebbe essere vicina evolutivamente alle specie Brachypodium phoenicoides, Brachypodium pinnatum e Brachypodium retusum.
Il numero cromosomico di B. sylvaticum è: 2n = 9 e 18.

### Variabilità e sottospecie
Nell'ambito del genere Brachypodium la specie B. sylvaticum è il tipo con la maggior distribuzione mondiale. Inoltre è una specie estremamente polimorfa per cui sono state descritte molte varianti infraspecifiche. I caratteri di maggiore variabilità sono la pubescenza delle parti vegetative e delle spighette, e le dimensioni delle varie parti delle spighette. Tuttavia la maggior parte di questi polimorfismi non sono considerati interessanti da un punto di vista tassonomico.
Nel seguito sono indicate alcune sottospecie e varietà (non sempre riconosciute da altre checklist).

#### Sottospecieglaucovirens
- Nome scientifico: Brachypodium sylvaticum subsp. glaucovirens Murb., 1891.[23]
- Nome comune: paléo grigioverse
- Descrizione: queste piante arrivano in altezza fino a 10 dm; le foglie sono quasi glabre e colorate di grigio-verde; le spighette possiedono fino a 25 fiori e sono lunghe 3 – 4 cm; la resta dei fiori inferiori è lunga la metà della parte laminare (lunghezza della resta nei fiori inferiori: 6 – 7 mm; lunghezza della resta nei fiori terminali: 10 – 12 mm.
- Geoelemento: il tipo corologico (area di origine) è Sud Est - Europeo.
- Distribuzione: in Italia è una sottospecie rara e si trova solamente al Nord.
- Habitat: gli habitat tipici per questa pianta sono le sponde dei ruscelli e gli incolti aridi.
- Distribuzione altitudinale: sui rilievi queste piante si possono trovare fino a 1.200 m s.l.m..

Nella "Flora d'Italia" questa sottospecie è indicata come specie con il nome di Brachypodium glaucovirens (Murb.) Fritsch

#### Sottospeciecreticum
- Nome scientifico: Brachypodium sylvaticum subsp. creticum H. Scholz & Greuter, 1985[24]
- Distribuzione: Europa

#### Sottospeciespryginii
- Nome scientifico: Brachypodium sylvaticum subsp. spryginii Tzvelev, 2006[25]
- Distribuzione: Crimea.

#### Varietàkelungense
- Nome scientifico: Brachypodium sylvaticum subsp. kelungense (Honda) C.C.Hsu[12]
- Descrizione: le glume sono mucronate e acute.
- Distribuzione: Taiwan

### Sinonimi
Questa entità ha avuto nel tempo diverse nomenclature. L'elenco seguente indica alcuni tra i sinonimi più frequenti:
- Agropyron miserum (Thunb.) Tanaka.
- Agropyron nubigenum (Nees ex Steud.) Nees ex Koord.
- Agropyron sylvaticum (Pollini) Chevall.
- Brachypodium barbinode Bercht. & Seidl
- Brachypodium fontanesii Nees ex Hook.f.
- Brachypodium formosanum Hayata
- Brachypodium gaditanum Talavera
- Brachypodium glabrum Candargy ex Koidz.
- Brachypodium glaucovirens f. intermedium Degen
- Brachypodium gracile var. pubescens Peterm.
- Brachypodium gracile f. pubescens Peterm.
- Brachypodium hayatanum Honda
- Brachypodium involutum Buse
- Brachypodium kelungense Honda
- Brachypodium kurilense (Prob.) Prob.
- Brachypodium laxum Bercht. & Seidl
- Brachypodium manschuricum Kitag.
- Brachypodium miserum Koidz.
- Brachypodium miserum subsp. kurilense (Prob.) Vorosch.
- Brachypodium miserum var. miserrimum Honda
- Brachypodium pinnatum var. sylvaticum (Huds.) St.-Yves
- Brachypodium pratense Keng ex Keng f.
- Brachypodium pubescens (Peterm.) Mussajev
- Brachypodium pubifolium Hitchc.
- Brachypodium rigidulum Opiz & Bercht.
- Brachypodium sylvaticum var. asperum Hack.
- Brachypodium sylvaticum var. balcanicum Kit.
- Brachypodium sylvaticum subsp. creticum H.Scholz & Greuter
- Brachypodium sylvaticum subsp. dumosum (Vill.) Tzvelev
- Brachypodium sylvaticum var. dumosum (Vill.) Beck
- Brachypodium sylvaticum var. formosanum (Hayata) Ohwi
- Brachypodium sylvaticum var. gaditanum (Talavera) A.Galán
- Brachypodium sylvaticum var. glabratum Czeczott
- Brachypodium sylvaticum var. glabrescens Coss. & Germ.
- Brachypodium sylvaticum var. glabrum Lej. & Courtois
- Brachypodium sylvaticum var. gracile (Wiegel) Keng
- Brachypodium sylvaticum var. involutum (Buse) Jansen
- Brachypodium sylvaticum var. kelungense (Honda) C.C.Hsu
- Brachypodium sylvaticum var. khasianum Hook.f.
- Brachypodium sylvaticum subsp. kurilense Prob.
- Brachypodium sylvaticum var. leiospicum Hara
- Brachypodium sylvaticum var. longiaristatum Hook.f.
- Brachypodium sylvaticum subsp. luzoniense Hack.
- Brachypodium sylvaticum var. luzoniense (Hack.) Hara
- Brachypodium sylvaticum var. miserum (Thunb.) Koidz.
- Brachypodium sylvaticum var. multiflorum Willk.
- Brachypodium sylvaticum var. pilosum Post
- Brachypodium sylvaticum var. prorepens Asch. & Graebn.
- Brachypodium sylvaticum var. psedodistachyum Hook.f.
- Brachypodium sylvaticum var. pseudodistachyon Hook.f.
- Brachypodium sylvaticum subsp. pubescens (Peterm.) Tzvelev
- Brachypodium sylvaticum var. pubescens Gray
- Brachypodium sylvaticum var. pubifolium (Hitchc.) Jansen
- Brachypodium sylvaticum var. scabrum Spenn.
- Brachypodium sylvaticum subsp. spryginii Tzvelev
- Brachypodium sylvaticum var. sylvaticum
- Brachypodium sylvaticum f. villosum Hayek
- Brachypodium sylvaticum var. villosum Spenn.
- Brachypodium sylvaticum var. wattii (C.B.Clarke) Hook.f.
- Brachypodium wattii C.B.Clarke
- Brevipodium sylvaticum (Huds.) Á.Löve & D.Löve
- Brevipodium sylvaticum var. dumosum (Vill.) P.Silva & Teles
- Bromus dumosus Vill.
- Bromus gracilis Weigel
- Bromus pinnatus Oeder
- Bromus silvaticus J.F.Gmel.
- Bromus sylvaticus (Huds.) Pollich
- Bromus sylvaticus (Huds.) Lyons
- Bromus triflorus Ehrh.
- Elymus nubigenus (Nees ex Steud.) Á.Löve
- Festuca calamaria Sm.
- Festuca misera Thunb.
- Festuca nepalensis Steud.
- Festuca pinnata var. sylvatica (Huds.) Huds.
- Festuca sylvatica Huds.
- Poa misera (Thunb.) Koidz.
- Poa quadriflora Moench ex Steud.
- Poa remota Fr. ex Nyman
- Poa sabauda Suter
- Polypogon miser (Thunb.) Makino
- Schedonorus calamarius (Sm.) P.Beauv.
- Triticum barbinode Tausch
- Triticum involutum (Buse) Miq.
- Triticum nubigenum Steud.
- Triticum sylvaticum (Huds.) Moench
- Triticum teretiflorum Wibel